# Купа на Македония
Купа на Македония (на македонска литературна норма: Куп на Македонија) е футболен турнир в Северна Македония за определяне на носителя на националната купа на страната. Победителят получава право да играе в квалификациите за влизане в турнира за Лига Европа.

## Носители на купата
- 1992/93 	ФК Вардар
- 1993/94 	Силекс Кратово
- 1994/95 	ФК Вардар
- 1995/96 	Слога Югомагнат
- 1996/97 	Силекс Кратово
- 1997/98 	ФК Вардар
- 1998/99 	ФК Вардар
- 1999/00 	Слога Югомагнат
- 2000/01 	ФК Пелистер
- 2001/02 	ФК Победа
- 2002/03 	Цементарница 55 Скопие
- 2003/04 	Слога Югомагнат
- 2004/05 	Башкими Куманово
- 2005/06 	ФК Македония
- 2006/07 	ФК Вардар
- 2007/08 ФК Работнички
- 2008/09 ФК Работнички
- 2009/10 ФК Тетекс
- 2010/11 Металург Скопие
- 2011/12 ФК Ренова
- 2012/13 Тетекс
- 2013/14 ФК Работнички
- 2014/15 ФК Работнички
- 2015/16 Шкендия Тетово
- 2016/17 ФК Пелистер
- 2017/18 Шкендия Тетово
- 2018/19 Академия Пандев
- 2019/20 Няма шампион поради пандемията от коронавирус в страната
- 2020/21 Силекс Кратово
- 2021/22 ФК Македония Гьорче Петров
- 2022/23 ФК Македония Гьорче Петров
- 2023/24 ФК Тиквеш